# Renocila loriae
Renocila loriae is een pissebed uit de familie Cymothoidae. De wetenschappelijke naam van de soort is voor het eerst geldig gepubliceerd in 1992 door Williams & Bunkley-Williams.